# Aluminiumtriethanolat
Aluminiumtriethanolat ist eine chemische Verbindung aus der Gruppe der Alkoholate.

## Gewinnung und Darstellung
Aluminiumtriethanolat kann durch Reaktion von Aluminium mit Ethanol gewonnen werden.
{\displaystyle \mathrm {2Al+6\ C_{2}H_{5}OH\longrightarrow 2\ Al(OC_{2}H_{5})_{3}+3\ H_{2}} }

## Eigenschaften
Aluminiumtriethanolat ist ein luft- und feuchtigkeitsempfindlicher entzündbarer weißer Feststoff, der sich in Wasser mit heftiger Reaktion zersetzt.

## Verwendung
Aluminiumtriethanolat wird bei der Reduktion von Aldehyden und Ketonen (siehe beispielsweise die Darstellung von Tribromethanol) und als Katalysator für Polymerisationen verwendet. Es wird auch als Katalysator bei der Claisen-Tiščenko-Reaktion zum Beispiel bei der Herstellung von Essigsäureethylester aus Acetaldehyd eingesetzt.